# Yafran
Yafran (tiếng Ả Rập: يفرن Ifrin), cũng được viết là Jefren, Yefren, Yifran, Yifrin hay Ifrane, là một đô thị của người Berber ở tây bắc Libya, thuộc quận Al Jabal al Gharbi. Trước 2007, Yafran từng là trung tâm hành chính của quận Yafran.